# Bozayran
Bozayran è un comune dell'Azerbaigian situato nel distretto di Yardımlı. Conta una popolazione di 1 807 abitanti.